# 志川節子
志川 節子（しがわ せつこ、1971年 - ）は、日本の小説家。島根県出身。島根県立浜田高等学校卒業。早稲田大学第一文学部卒業。

## 経歴
2003年、「七転び」で第83回オール讀物新人賞を受賞。
2013年、『春はそこまで 風待ち小路の人々』で第148回直木三十五賞候補。
2021年、『博覧男爵』で第10回日本歴史時代作家協会賞（作品賞）候補。

## 作品
- 『手のひら、ひらひら 江戸吉原七色彩』（文藝春秋、2009年8月、ISBN 978-4163279107 / 文春文庫、2012年10月、ISBN 978-4167838188）
  - しづめる花 / うつろひ蔓 / 手のひら、ひらひら / 穴惑い / 白糸の郷 / 掴みの桜 / 浮寝鳥
- 『春はそこまで 風待ち小路の人々』（文藝春秋、2012年8月、ISBN 978-4163816005 / 文春文庫、2015年2月、ISBN 978-4167902971
  - 冬の芍薬 / 春はそこまで / 胸を張れ / しぐれ比丘尼橋 / あじさいの咲く頃に / 風が吹いたら
- 『結び屋おえん 糸を手繰れば』（新潮社、2014年5月、ISBN 978-4103356714 / 改題『ご縁の糸 芽吹長屋仕合せ帖』、新潮文庫、2016年9月、ISBN 978-4101205915）
  - 糸を手繰れば / まぶたの笑顔 / しょっぱいふたり / 化けの皮 / 明日 / それぞれの春
- 『花鳥茶屋せせらぎ』（祥伝社、2015年9月、ISBN 978-4396634766）
- 『煌』（徳間書店、2017年7月、ISBN 978-4198644352）

### 雑誌掲載
- 「七転び」（『オール讀物』2003年5月号）
- 「柿ひとつ」（『オール讀物』2014年10月号）
- 「芽吹長屋仕合せ帖 結び観音」（『小説新潮』2017年4月号）
- 「芽吹長屋仕合せ帖 背中」（『小説新潮』2017年10月号）
- 「芽吹長屋仕合せ帖 神かけて」（『小説新潮』2018年4月号）
- 「芽吹長屋仕合せ帖 それぞれの刻」（『小説新潮』2018年7月号）
- 「芽吹長屋仕合せ帖 ふたりと、ひとり」（『小説新潮』2018年10月号）
- 「かんばん娘」（『小説野性時代』2018年9月号）
- 「出世魚」（『小説野性時代』2019年3月号）
- 「博覧男爵」（『小説NON』2020年3月号）